# Autographa nigrisigna
Autographa nigrisigna là một loài bướm đêm trong họ Noctuidae.
Khu vực phân bố của Autographa nigrisigna trải dài qua Ấn Độ đến chân dãy Hymalaya và qua Nga và Trung Quốc đến Nhật Bản. Chúng sinh sống tốt nhất trên đất nông nghiệp.